# Trochus firmus
Trochus firmus is een slakkensoort uit de familie van de Trochidae. De wetenschappelijke naam van de soort werd voor het eerst geldig gepubliceerd in 1849 door Philippi.